# Fenêtre ardente
Albums de Catherine Ribeiro
1989... déjà ! Chansons de légende
Fenêtre ardente est un album de Catherine Ribeiro, sorti en 1993.

## Liste des titres
Les textes sont de Catherine Ribeiro, la composition musicale est précisée pour chaque titre.
1. Stress et Strass – 4:28 (Patrice Moullet)
2. Racines – 2:28 - (Anne Sylvestre)
3. Les Prédateurs – 4:23 - (Francis Campello)
4. L'Enfant du soleil couchant – 3:06 - (Patrice Moullet)
5. Bolide – 3:16 - (Patrice Moullet)
6. Le Cerf-Volant – 5:26 - (Patrice Moullet)
7. L'Amour frappé – 4:08 - (Francis Campello)
8. Héro zéro – 5:26 - (Patrice Moullet)
9. Aria populaire nº9 – 2:59 - (Patrice Moullet)

## Musiciens
- Catherine Ribeiro – Chant
- Francis Moze, Tony Bonfils - Basse
- Jean-Paul Batailley, Hervé Koster - Batterie
- Jacky Tricoire, Claude Mertens, Bruno François-Bongarçon - Guitare
- Xavier Cobo - Saxophone
- Michel Précastelli - Piano Synthé, arrangements